# 金河镇 (武威市)
金河镇，是中华人民共和国甘肃省武威市凉州区下辖的一个乡镇级行政单位。
2016年，甘肃省民政厅批复同意撤销东河乡，设立金河镇。

## 行政区划
金河镇下辖以下地区：
王景寨村、陈家寨村、郑家庄村、李家寨村、旧庄村、大庄村、沟口村、老庄村和蔡家滩村。